# Colegio de Farmacéuticos de Castilla la Vieja
Colegio de Farmacéuticos de Castilla la Vieja fue un colegio profesional de farmacéuticos fundado en 1865 y desaparecido en 1868.
En tan solo unos días, el Colegio de Farmacéuticos de Castilla la Vieja se constituyó con 200 colegiados que dieron su apoyo a D. Mariano Pérez Mínguez, su presidente, y D. Ángel Bellogín Aguasal, su secretario. El experimento tan sólo duró tres años.
Fue el primero de su género en España, por tratarse de un colegio regional y no provincial.
Los socios eran corresponsales o de número, de "las provincias de Valladolid, Burgos, Santander, Palencia, León, Ávila, Zamora, Segovia, Logroño, Soria o Salamanca...", las once que comprendía el Colegio de Farmacéuticos de Castilla la Vieja.